# Cristoforo Migazzi
Cristoforo Bartolomeo Antonio Migazzi conte di Waal e Sonnenthurn (Trento, 20 ottobre 1714 – Vienna, 14 aprile 1803) è stato un cardinale e arcivescovo cattolico italiano.

## Biografia

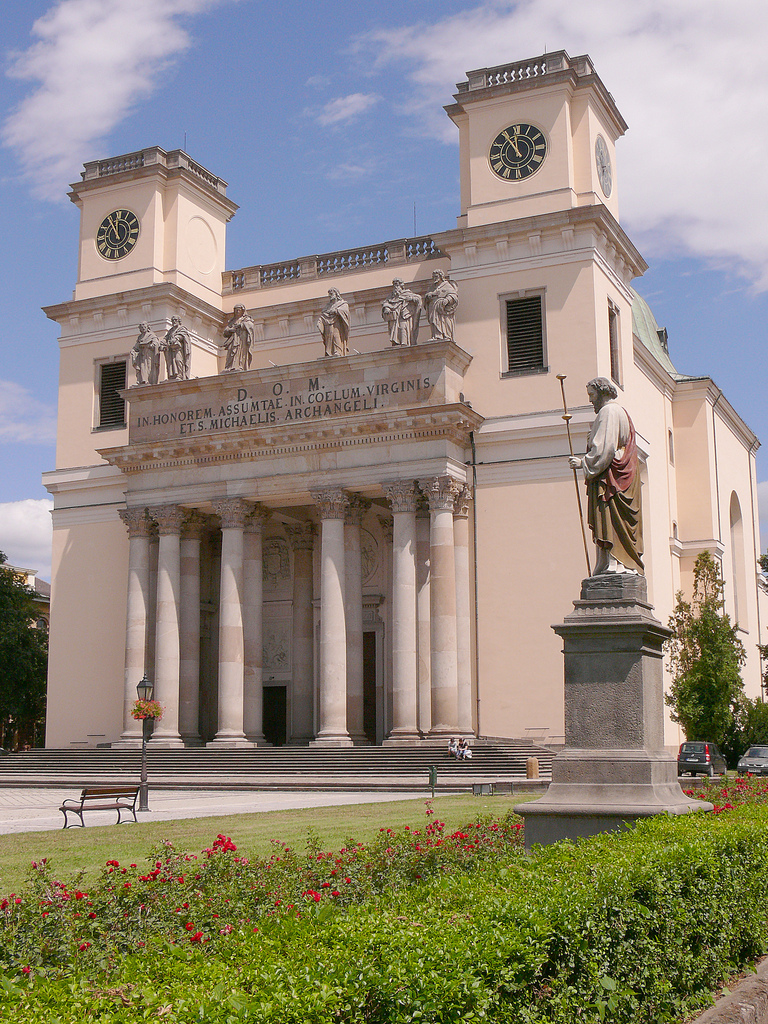
La cattedrale di Vác

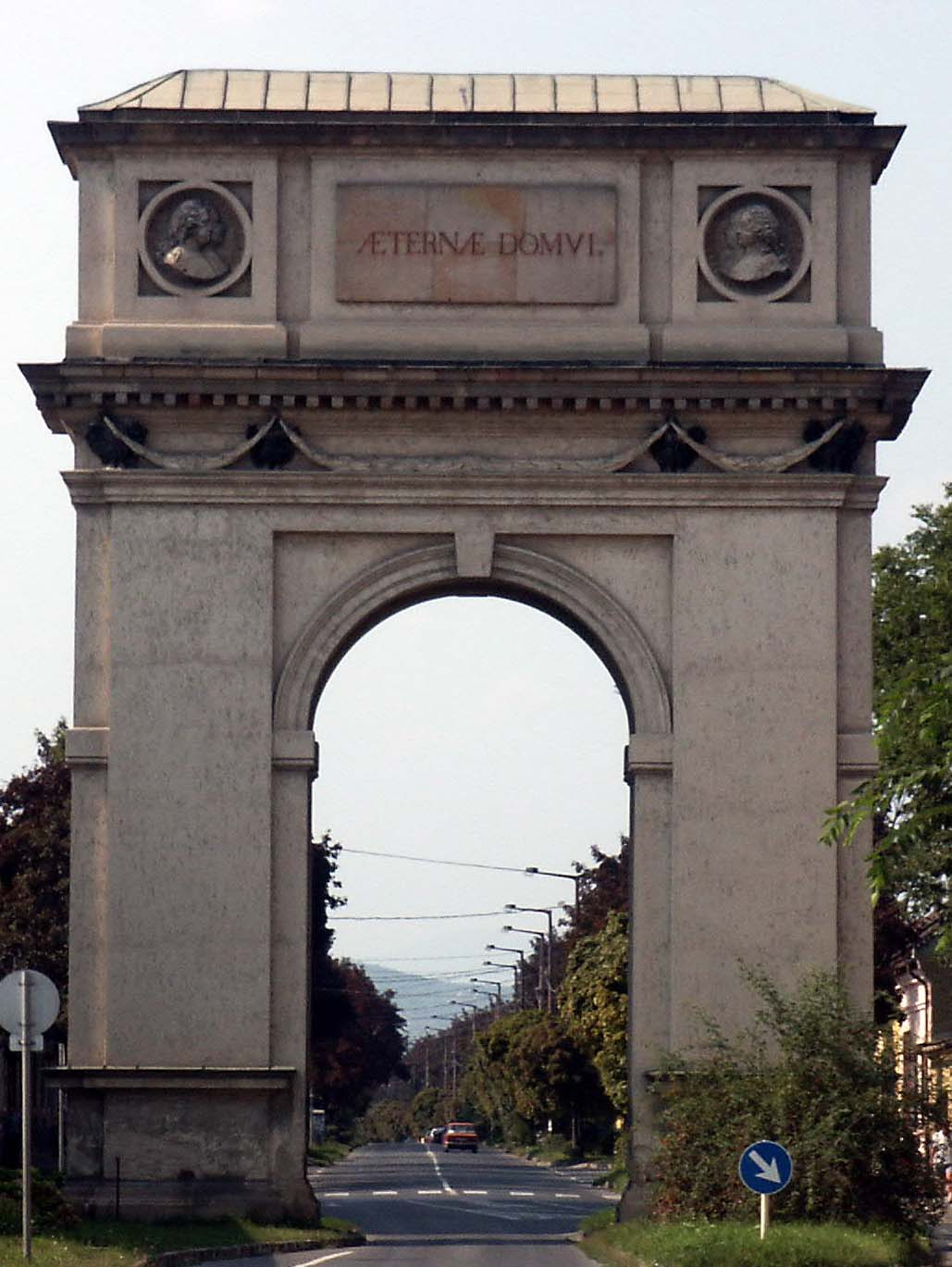
L'arco di trionfo fatto costruire a Vác da Migazzi in occasione della visita dell'Imperatrice Maria Teresa

"Trentino" (in altre fonti "trentino tirolese") di lingua romanza, ossia di nazionalità italiana, e cittadinanza tridentina, Cristoforo Antonio Migazzi di Waal e Sonnenthurn nacque a Trento il 20 ottobre 1714. La famiglia, proveniente nel ‘400 dalla Valtellina, si stabilì a Cogolo, in Val di Peio, quindi a Trento ('500), Innsbruck e in Ungheria. Nel corso degli anni la casata acquisì titoli nobiliari, col predicato di «Waal e Sonnenthurn»: la torre e il sole. 
Cristoforo diventò il personaggio più importante della famiglia. Fu ordinato sacerdote il 7 aprile 1738, divenne poi ausiliare dell'arcivescovo di Malines in Belgio e arcivescovo titolare di Cartagine (1751) poi arcivescovo (titolo personale) di Vác (1756), sede che comportava il titolo e la carica di vescovo-conte, quindi arcivescovo di Vienna (1757). Lasciata la sede ungherese di Vác, Migazzi vi tornò, nominato dall'imperatrice Maria Teresa d'Austria amministratore a vita della diocesi, dal 1762 al 1786, mantenendo contemporaneamente anche la sede di Vienna, per poi detenere solo Vienna fino alla morte nel 1803, poiché nel 1786 il nuovo imperatore Giuseppe II gli chiese di rinunciare alla diocesi di Vác.
A Vác, città distrutta dai turchi conseguentemente alla loro ritirata, Migazzi fu molto attivo. In campo urbanistico si occupò del piano della città. A livello architettonico fece realizzare, tra le altre cose, il palazzo vescovile, il seminario, un convitto, l'arco di trionfo in onore di Maria Teresa. Nei pressi di Verőce, cittadina non lontana da Vác, fece costruire la villa chiamata "Migazziburg"/"Castello di Migazzi". A lui si deve inoltre la nuova cattedrale neoclassica, opera dell'architetto italo-francese Isidore Canevale con affreschi di Franz Anton Maulbertsch. Tale chiesa venne definita dal coevo viaggiatore toscano Domenico Sestini "la chiesa più bella d'Ungheria". Commissionò infine molte opere ad artisti italiani e danubiani.
Tra i suoi più importanti collaboratori, tra i quali non mancavano gli italiani, si segnalano alcuni padri scolopi.
Papa Clemente XIII lo elevò al rango di cardinale il 23 novembre 1761, con il titolo dei Santi Quattro Coronati.
Nel 1782 Cristoforo Migazzi vendette la sua biblioteca, ricca anche di codici antichissimi, alcuni di origine italiana, al vescovo di Transilvania Ignác Batthyány. La collezione è oggi ancora conservata nella sua sede originaria di Alba Iulia, nel Batthyaneum.
Morì a Vienna il 14 aprile 1803 all'età di 88 anni.

## Genealogia episcopale e successione apostolica
La genealogia episcopale è:
- Cardinale Scipione Rebiba
- Cardinale Giulio Antonio Santori
- Cardinale Girolamo Bernerio, O.P.
- Arcivescovo Galeazzo Sanvitale
- Cardinale Ludovico Ludovisi
- Cardinale Luigi Caetani
- Cardinale Ulderico Carpegna
- Cardinale Paluzzo Paluzzi Altieri degli Albertoni
- Cardinale Flavio Chigi
- Papa Clemente XII
- Cardinale Giovanni Antonio Guadagni, O.C.D.
- Cardinale Cristoforo Bartolomeo Antonio Migazzi

La successione apostolica è:
- Cardinale Joannes-Henricus von Franckenberg (1759)
- Cardinale József Batthyány (1759)
- Arcivescovo Adam Patačić (1760)
- Vescovo Antonio Herberstein, C.R. (1761)
- Vescovo Antal Bajtay, Sch.P. (1761)
- Vescovo Karl Johann von Herberstein (1770)
- Vescovo Johann Heinrich von Kerens, S.I.(1770)
- Arcivescovo Ladislaus von Kollonitsch (1775)
- Vescovo Franz Philipp von Inzaghi (1775)
- Vescovo Adam Dwertitsch (1775)
- Vescovo Pál László Esterházy (1776)
- Vescovo Anton Maria Martin von Stegner (1778)
- Vescovo Edmund Maria Josef Artz von und zu Vasegg (1778)
- Vescovo Gabriel Zerdahely (1781)
- Vescovo Johann Leopold von Hay (1781)
- Vescovo Johann Baptist Lachenbauer, O.Cr. (1787)
- Arcivescovo Michael Léopold Brigido (1788)
- Vescovo Joseph Anton Gall (1789)